# FC刈谷
FC刈谷（エフシーかりや）は、愛知県刈谷市と大府市を本拠地とする社会人サッカークラブ。Jリーグ加盟を目指すクラブの一つである。
1949年に日本電装サッカー部として創設され、2006年にクラブ化すると共にFC刈谷へ名称変更した。本拠地は刈谷市総合運動公園多目的グラウンド（ウェーブスタジアム刈谷）。練習場所としてジェイテクトグラウンドや刈谷市総合運動公園内にある運動広場、同じく同公園内にある人工芝（日によっては隣接する天然芝）のグリーングラウンド刈谷を使用している。

## 歴史

### 日本電装・デンソー (1949年 - 2005年)
1949年に日本電装サッカー部として創設。東海社会人リーグを中心に上位に君臨したが、1995年度の全国地域リーグ決勝大会（1996年1月開催）で優勝し、ジャパンフットボールリーグへ昇格した。また、同年にデンソーへの社名変更に伴いデンソーサッカー部にチーム名も変更した。
2000年は3位に入り、2001年には徳重隆明が日本フットボールリーグの年間得点王を獲得した。

### FC刈谷（2006年 - ）
2005年限りでデンソーサッカー部が休部することに伴って、チームの移管を受けて2006年度よりクラブ化すると共にFC刈谷へ名称を変更した。また、運営母体として「特定非営利活動法人かえるスポーツクラブ」が発足した。
2007年の目標を「TOP3」と掲げた監督の安原成泰だったが、シーズン前期は下位に沈む。前期終了後に「退任を起爆剤として選手達にはプライドを持ってやりきってもらいたい」を理由に安原とGMの服部順一（刈谷市出身）、コーチ2人が退任。後任の監督には浮氣哲郎が現役を引退し就任した。しかしその後も成績は振るわず、16位で2007年シーズンを終えた。
2008年、浮氣が監督続投。目標に「勝点52」を掲げる。GK石川扶、DF松田勉・石川高大・田上裕と守備陣がほとんど入れ替わったことや浮氣の指導がチームに浸透したこともあり、前年度と比べ失点数が59から40に減り、敗戦数も22から9まで減らした。結果、目標にあと一歩に迫る51まで勝点を伸ばし、順位も8位と躍進した。シーズン終了後主力7人がチームから離れた。
2009年からはかつてFC東京でFWとして活躍したアマラオをコーチとして迎え、またFC東京から池上礼一を完全移籍で、FC岐阜より3選手を期限付き移籍で獲得し上位を目指したが、前年2桁得点を記録した平林輝良寛と原賀啓輔の2人が抜けた穴が大きく、開幕当初から決定力不足（最終的にチームの得点26はリーグワーストタイ）に陥り、4月5日のFC町田ゼルビア戦を最後に勝利から遠ざかる。5月31日のガイナーレ鳥取戦から8月2日のソニー仙台FC戦まで10連敗（6試合連続無得点）を喫した。そのため急遽アマラオが選手として復帰することとなった。またシーズン途中で前年まで主力だった篠川雅仁を呼び戻したり、FC岐阜から車東訓を期限付きで、神奈川大学から大石治寿、さらに東海学園大学から在学中の3選手を獲得した（なお、うち2人は11月をもってFC刈谷を退団。九州リーグのMSU FCへ移籍した。）。しかし、その後も伸び悩み9月12日の鳥取戦に4-2で勝利するまで、21試合連続未勝利となった。鳥取戦以降は5勝3分1敗と持ち直したものの、最終順位は17位。入替戦でツエーゲン金沢に敗れ、15年ぶりに東海リーグへ降格となった。
シーズン終了後に浮氣監督の退任およびアマラオの監督就任が発表された。また5選手が退団あるいは引退、池上もシーズン途中に負った怪我の具合が思わしくなく退団、FC岐阜から期限付き移籍中の4選手も契約満了で退団となった（FC岐阜からも戦力外で退団。姜曉一は2010年2月にFC刈谷へ完全移籍で再加入）。
2010年は9選手が加入、また加藤知弘と西原拓己が選手兼コーチに就任し、1年でのJFL復帰を目指すことになった。しかしシーズンを通して引き分けが多く、2位でリーグを終えた。その後財政難でクラブの存続が危機的であることが明らかになった が、2011年もチームが存続することが決まったことから運営費を削減、プロ契約だったアマラオ監督が退団、兼任コーチの加藤が現役を引退し監督に就任、2013年まで監督を務めた。
2015年、デンソー時代以来20年ぶりに東海リーグ優勝。第39回地域リーグ決勝大会は1次ラウンドを2勝1敗の成績で決勝ラウンドに進出、しかし決勝ラウンドでは3連敗に終わった。
2016年は開幕から14戦負けなしで首位を独走、リーグ連覇を達成したが、全国地域サッカーチャンピオンズリーグ2016は1次ラウンドで敗退。2017年はリーグ2位ながら補充枠で地域CLに進出するも、1次ラウンド敗退。
2018年、新オーナーにデンソー時代選手として在籍していた投資家・実業家の長谷迅が就任。同年、第54回全国社会人サッカー選手権大会で準優勝し、地域CL出場権を獲得。同大会では1次ラウンドを3連勝で突破するも、決勝ラウンドは1勝1分1敗の3位でJFL昇格を逃す。
2019年、愛知県サッカー選手権大会で優勝して7年ぶりに天皇杯出場。3年ぶりに東海リーグを制して地域CLに進出するも、1次ラウンド敗退。
2020年、中止となったリーグの代替大会である東海社会人トーナメント1部で優勝し地域CL出場権を獲得。1次ラウンドを2勝1分で突破し、決勝ラウンドでは1勝2分・勝点5で3チームが並んだものの得失点差で2位となり12年ぶりのJFL昇格が内定、12月8日に行われたJFL理事会でJFL加盟が正式に決定した。
2021年、運営母体が特定非営利活動法人かえるスポーツクラブから三河ベイフットボールクラブ株式会社に変更され、3年でのJリーグ参入・10年でのJ1昇格を目標に掲げた。しかし、開幕から9連敗を含む12試合勝ち無し（うち第3節から8試合連続無得点のJFLリーグワーストタイ）となったこともあり7月に門田幸二監督との契約を解除。後任の監督に元Jリーガーの村田一弘が就任。しかし監督交代後もシーズン終了まで2勝しか挙げられず、シーズン終盤は8試合未勝利・5連敗で終わり年間最下位、いわきFCのJ3加盟により東海リーグへの自動降格こそ免れたものの、地域CL優勝のCriacao Shinjukuとの入替戦に回った。12月18日に行われた入替戦では0-4で完敗、1シーズンでJFLを去ることとなった。12月31日に代表取締役社長の松﨑英巳が辞任した。
2022年、佐々木賢二が代表取締役社長に就任。選手をほぼ全員入れ替えて臨むことになった東海リーグだが優勝を果たし、地域CLに出場。1次ラウンドは3試合で7得点を挙げ2勝1分で突破したものの、決勝ラウンドでは一転して3試合無得点・3連敗で4位に終わった。また、12月には大府市を新たにホームタウンに加えた。
2023年はリーグ戦を2位で終えたものの、第59回全社で優勝を果たし、地域CLの出場権を獲得。しかし1分2敗で1次ラウンド敗退。
2024年もリーグ戦を2位で終えたものの、第60回全社で4位となり、地域CLの出場権を獲得。1次ラウンド第2戦ではブランデュー弘前FCに7-0の大勝を収めるも、1勝2敗で1次ラウンド敗退となった。

## 戦績

### 日本電装・デンソー
| 年度 | 所属  | 順位 | 勝点 | 試合 | 勝 | 分 | 敗 | 得 | 失 | 差  | 監督     | 備考                               |
| 1989 | 東海  | 5位  | 17   | 17   | 7  | 3  | 7  | 44 | 31 | 13  | -        |                                    |
| 1990 | 東海  | 7位  | 19   | 16   | 8  | 3  | 5  | 36 | 23 | 13  | -        |                                    |
| 1991 | 東海  | 2位  | 26   | 16   | 12 | 2  | 2  | 46 | 14 | 32  | -        | 地域リーグ決勝大会敗退             |
| 1992 | 東海  | 4位  | 22   | 16   | 9  | 4  | 3  | 36 | 22 | 14  | -        |                                    |
| 1993 | 東海  | 優勝 | 29   | 16   | 14 | 1  | 1  | 61 | 7  | 54  | -        | 地域リーグ決勝大会優勝・入替戦敗退 |
| 1994 | 東海  | 2位  | 26   | 16   | 11 | 4  | 1  | 54 | 10 | 44  | -        | 地域リーグ決勝大会敗退             |
| 1995 | 東海  | 優勝 | 35   | 19   | 16 | 3  | 0  | 65 | 16 | 49  | -        | 地域リーグ決勝大会優勝・旧JFL昇格  |
| 1996 | 旧JFL | 15位 | 16   | 30   | 5  | -  | 25 | 40 | 90 | -50 | -        | 延長勝0/PK勝3/延長敗0/PK敗1        |
| 1997 | 旧JFL | 13位 | 27   | 30   | 11 | -  | 19 | 29 | 49 | -20 | -        | 延長勝2/PK勝2/延長敗2/PK敗1        |
| 1998 | 旧JFL | 10位 | 38   | 30   | 14 | -  | 16 | 48 | 59 | -11 | -        | 延長勝2/PK勝1/延長敗1/PK敗0        |
| 1999 | JFL   | 4位  | 34   | 24   | 11 | 4  | 9  | 46 | 38 | 8   | 山下俊明 | 延長勝3/延長敗3                    |
| 2000 | JFL   | 3位  | 44   | 22   | 16 | 1  | 5  | 43 | 23 | 20  | 山下俊明 | 延長勝5/延長敗3                    |
| 2001 | JFL   | 5位  | 54   | 30   | 17 | 3  | 10 | 70 | 54 | 16  | 山下俊明 |                                    |
| 2002 | JFL   | 10位 | 21   | 17   | 6  | 3  | 8  | 32 | 30 | 2   | 山下俊明 |                                    |
| 2003 | JFL   | 12位 | 32   | 30   | 9  | 5  | 16 | 41 | 51 | -10 | 山下俊明 |                                    |
| 2004 | JFL   | 16位 | 18   | 30   | 4  | 6  | 20 | 29 | 85 | -56 | 山下俊明 |                                    |
| 2005 | JFL   | 14位 | 19   | 30   | 4  | 7  | 19 | 33 | 63 | -30 | 山下俊明 |                                    |

### FC刈谷
| 年度 | 所属    | 順位                               | 勝点                               | 試合                               | 勝                                 | 分                                 | 敗                                 | 得                                 | 失                                 | 差                                 | 天皇杯     | 監督                              | 備考                               |
| 2006 | JFL     | 13位                               | 32                                 | 34                                 | 8                                  | 8                                  | 18                                 | 46                                 | 63                                 | -17                                | 県予選敗退 | 安原成泰                          |                                    |
| 2007 | JFL     | 16位                               | 28                                 | 34                                 | 8                                  | 4                                  | 22                                 | 36                                 | 59                                 | -23                                | 2回戦敗退  | 安原成泰（-6月）/浮氣哲郎（7月-） |                                    |
| 2008 | JFL     | 8位                                | 51                                 | 34                                 | 13                                 | 12                                 | 9                                  | 47                                 | 40                                 | 7                                  | 県予選敗退 | 浮氣哲郎                          |                                    |
| 2009 | JFL     | 17位                               | 31                                 | 34                                 | 7                                  | 10                                 | 17                                 | 26                                 | 51                                 | -25                                | 1回戦敗退  | 浮氣哲郎                          | 入れ替え戦敗退                     |
| 2010 | 東海1部 | 2位                                | 35                                 | 16                                 | 10                                 | 5                                  | 1                                  | 38                                 | 9                                  | 29                                 | 県予選敗退 | アマラオ                          |                                    |
| 2011 | 東海1部 | 3位                                | 21                                 | 14                                 | 6                                  | 3                                  | 5                                  | 28                                 | 24                                 | 4                                  | 県予選敗退 | 加藤知弘                          | 全社2回戦敗退                      |
| 2012 | 東海1部 | 4位                                | 18                                 | 14                                 | 5                                  | 3                                  | 6                                  | 23                                 | 17                                 | 6                                  | 2回戦敗退  | 加藤知弘                          | 全社ベスト8                        |
| 2013 | 東海1部 | 3位                                | 25                                 | 14                                 | 8                                  | 1                                  | 5                                  | 35                                 | 21                                 | 14                                 | 県予選敗退 | 加藤知弘                          |                                    |
| 2014 | 東海1部 | 4位                                | 20                                 | 14                                 | 6                                  | 2                                  | 6                                  | 19                                 | 19                                 | 0                                  | 県予選敗退 | 石田学                            | 全社1回戦敗退                      |
| 2015 | 東海1部 | 優勝                               | 33                                 | 14                                 | 10                                 | 3                                  | 1                                  | 34                                 | 13                                 | 21                                 | 県予選敗退 | 石田学                            | 全社ベスト8、地域決勝4位           |
| 2016 | 東海1部 | 優勝                               | 40                                 | 14                                 | 13                                 | 1                                  | 0                                  | 43                                 | 7                                  | 36                                 | 県予選敗退 | 飯塚亮                            | 地域CL1次ラウンド敗退              |
| 2017 | 東海1部 | 2位                                | 33                                 | 14                                 | 10                                 | 3                                  | 1                                  | 35                                 | 15                                 | 20                                 | 県予選敗退 | 飯塚亮                            | 地域CL1次ラウンド敗退              |
| 2018 | 東海1部 | 2位                                | 37                                 | 14                                 | 12                                 | 1                                  | 1                                  | 33                                 | 9                                  | 24                                 | 県予選敗退 | ビラ・ヴェイガ                    | 全社準優勝、地域CL3位              |
| 2019 | 東海1部 | 優勝                               | 36                                 | 14                                 | 12                                 | 0                                  | 2                                  | 44                                 | 14                                 | 30                                 | 1回戦敗退  | ビラ・ヴェイガ                    | 全社ベスト8、地域CL1次ラウンド敗退 |
| 2020 | 東海1部 | 新型コロナウイルスの影響により中止 | 新型コロナウイルスの影響により中止 | 新型コロナウイルスの影響により中止 | 新型コロナウイルスの影響により中止 | 新型コロナウイルスの影響により中止 | 新型コロナウイルスの影響により中止 | 新型コロナウイルスの影響により中止 | 新型コロナウイルスの影響により中止 | 新型コロナウイルスの影響により中止 | 県予選敗退 | 門田幸二                          | TSLトーナメント1部優勝、地域CL2位  |
| 2021 | JFL     | 17位                               | 18                                 | 32                                 | 4                                  | 6                                  | 22                                 | 26                                 | 55                                 | -29                                | 1回戦敗退  | 門田幸二（-6月）/村田一弘（8月-） | 入れ替え戦敗退                     |
| 2022 | 東海1部 | 優勝                               | 36                                 | 16                                 | 11                                 | 3                                  | 2                                  | 39                                 | 11                                 | 28                                 | 県予選敗退 | 村田一弘                          | 地域CL4位                          |
| 2023 | 東海1部 | 2位                                | 33                                 | 14                                 | 10                                 | 3                                  | 1                                  | 27                                 | 9                                  | 18                                 | 県予選敗退 | 今井雅隆                          | 全社優勝、地域CL1次ラウンド敗退    |
| 2024 | 東海1部 | 2位                                | 31                                 | 14                                 | 10                                 | 1                                  | 3                                  | 29                                 | 14                                 | 15                                 | 県予選敗退 | 茂庭照幸                          | 全社4位、地域CL1次ラウンド敗退     |

## タイトル

### リーグ戦
- 東海社会人サッカーリーグ1部：6回
  - 1993年、1995年、2015年、2016年、2019年、2022年

### カップ戦
- 全国社会人サッカー選手権大会
  - 優勝：2023年
  - 準優勝：1992年、2018年
- 全国地域リーグ決勝大会：2回
  - 1993年、1995年
- 2020年度 東海社会人サッカーリーグトーナメント1部

## ユニフォーム
リーベル・プレートのユニフォームの様な斜めに走る赤いラインは"赤ダスキ"と呼ばれ、高校サッカーの古豪である愛知県立刈谷高等学校のユニフォームをモチーフにしたもの。赤ダスキは刈谷のサッカーにおけるシンボルデザインとなっている。

### クラブカラー
- 白、  赤

### ユニフォームスポンサー
| 掲出箇所   | スポンサー名                            | 表記              | 掲出年   | 備考                                                                        |
| 胸         | なし                                    | -                 | -        |                                                                             |
| 鎖骨       | ゴムノイナキ                            | ゴムノイナキ      | 2021年 - | 右側に掲出 2019年はパンツ 2020年は背中下部 2019年は「INAKI SINCE 1919」表記 |
| 鎖骨       | デンソー                                | DENSO             | 2025年 - | 左側に掲出                                                                  |
| 背中上部   | 佐野塗工店                              | 佐野塗工店        | 2023年 - |                                                                             |
| 背中下部   | 医療法人社団大須賀医院 おおすが整形外科 | おおすが整形外科  | 2024年 - | 2018年 - 2019年は背中下部 2020年は背中上部 2021年 - 2023年は鎖骨左側        |
| 袖         | 医療法人 秋田病院                       | 医療法人 秋田病院 | 2025年 - |                                                                             |
| パンツ前面 | なし                                    | -                 | -        |                                                                             |
| パンツ背面 | なし                                    | -                 | -        |                                                                             |

### ユニフォームサプライヤーの遍歴
- - 2002年：エネーレ
- 2003年 - 2005年：ディアドラ
- 2006年 - 2015年：ヒュンメル
- 2016年 - 2018年：デュエロ
- 2019年 - 2022年：ボネーラ
- 2023年：ペナルティ
- 2024年：スフィーダ
- 2025年 - ：ボネーラ

### 歴代ユニフォームスポンサー表記
| 年度 | 箇所     | 箇所         | 箇所             | 箇所             | 箇所             | 箇所                  | 箇所             | 箇所       | サプライヤー |
| 年度 | 胸       | 鎖骨右       | 鎖骨左           | 背中上部         | 背中下部         | 袖                    | パンツ前面       | パンツ背面 | サプライヤー |
| 2011 | -        | 解禁前       | 解禁前           | -                | -                | -                     | AIC              | 解禁前     | hummel       |
| 2012 | -        | 解禁前       | 解禁前           | -                | -                | -                     | TOP MEDIA        | 解禁前     | hummel       |
| 2013 | -        | 解禁前       | 解禁前           | -                | -                | -                     | TOP MEDIA        | 解禁前     | hummel       |
| 2014 | -        | 解禁前       | 解禁前           | -                | -                | -                     | TOP MEDIA        | 解禁前     | hummel       |
| 2015 | -        | 解禁前       | 解禁前           | -                | -                | フォナックス          | TOP MEDIA        | 解禁前     | hummel       |
| 2016 | -        | 解禁前       | 解禁前           | -                | -                | -                     | -                | 解禁前     | DUELO        |
| 2017 | -        | 解禁前       | 解禁前           | -                | -                | -                     | -                | 解禁前     | DUELO        |
| 2018 | スギ薬局 | -            | -                | -                | おおすが整形外科 | HATAS Living in Smile | くすり           | 解禁前     | DUELO        |
| 2019 | スギ薬局 | -            | -                | テルミック       | おおすが整形外科 | HATAS Living in Smile | INAKI SINCE 1919 | 解禁前     | bonera       |
| 2020 | スギ薬局 | -            | -                | おおすが整形外科 | ゴムノイナキ     | HATAS Living in Smile | -                | -          | bonera       |
| 2021 | スギ薬局 | ゴムノイナキ | おおすが整形外科 | BAR TRADING      | -                | KATCH                 | -                | -          | bonera       |
| 2022 | スギ薬局 | ゴムノイナキ | おおすが整形外科 | -                | -                | -                     | -                | -          | bonera       |
| 2023 | スギ薬局 | ゴムノイナキ | おおすが整形外科 | 佐野塗工店       | -                | -                     | -                | -          | PENALTY      |
| 2024 | スギ薬局 | ゴムノイナキ | Smiles           | 佐野塗工店       | おおすが整形外科 | -                     | unerry           | -          | SFIDA        |
| 2025 | -        | ゴムノイナキ | DENSO            | 佐野塗工店       | おおすが整形外科 | 医療法人 秋田病院     | -                | -          | bonera       |